# Se, jag vill bära ditt budskap, Herre
Se, jag vill bära ditt budskap, Herre är en missions- och överlåtelsepsalm från Kongo-Brazzaville av Hilaire Nkounkou från år 1970. Även melodin (F-dur, 4/4) är av Nkounkou. Den översattes till svenska av Olle Berglund 1974, och blev i Sverige populär hos de flesta kristna samfund. Första versen är hämtad ur Jesaja 52:7. I Herren Lever 1977 är koralsatsen skriven av Stellan Jonsson.
Ursprungligen löd Olle Berglunds översättning: "Gud, låt ditt ord i mitt liv regera", men ersattes senare med ”Gud, låt ditt ord i mitt liv få råda."

## Publicerad i
- Herren Lever 1977 som nummer 830 under rubriken "Ordet".[2]
- Den svenska psalmboken 1986, 1986 års Cecilia-psalmbok, Psalmer och Sånger 1987, Segertoner 1988 och Frälsningsarméns sångbok 1990 som nummer 89 under rubriken "Vittnesbörd, tjänst, mission".
- Sångboken 1998 som nummer 108.
- Hela familjens psalmbok 2013 som nummer 153 under rubriken "Alla vi på jorden".[3]

### Fotnoter
1. ↑  ”Utlandet. Missionspastor med sångens gåva”. Dagens nyheter. 28 februari 1997. http://www.dn.se/arkiv/familj/utlandet-missionspastor-med-sangens-gava/. Läst 13 december 2016.
2. 1 2   Herren Lever. Nya psalmer och sånger. Örebro: Libris. 1978. Libris 447922
3. ↑   Hela familjens psalmbok. Örebro: Libris. 2013. Libris 14011849. ISBN 9789173872997